# Drungario
Un drungario (en griego: δρουγγάριος en latín: drungarius) fue una graduación militar de los imperios romanos y bizantinos tardíos. El drungario era el comandante de un drungo. Se denominaba drungo a un cuerpo de tropas de infantería ligera del ejército bizantino compuesto por entre 1000 y 2000 combatientes escogidos.
En el bajo imperio también se dio este nombre a varios jefes superiores como drungario de la armada, drungario de la guardia, etc. 

## Marina bizantina
El puesto de drungario también se utilizó en la marina bizantina para designar a sus almirantes. El drungario de la flota [Imperial] (en griego: δρουγγάριος τοῦ [βασιλικοῦ] πλοΐμου) era el comandante de la flota imperial central basada en Constantinopla, aunque las flotas provinciales estaban al mando de un drungario, fue reemplazado más tarde por un estratego, a cuyo título se añadió el nombre del sujeto bajo su mando, por ejemplo, drungario de los Cibirreotas (en griego: δρουγγάριος τῶν Κιβυρραιωτῶν) uno de los almirantes subordinados del Thema Cibirreota. La posición del drungario de la flota se menciona por primera vez en 842 en el Taktikon Uspensky de aproximadamente 842, y la fecha de su establecimiento no está clara.